# Carta de Tvrtko I a Hrvoje Vukčić Hrvatinić en 1380

Bosnia durante el reinado de Tvrtko I.

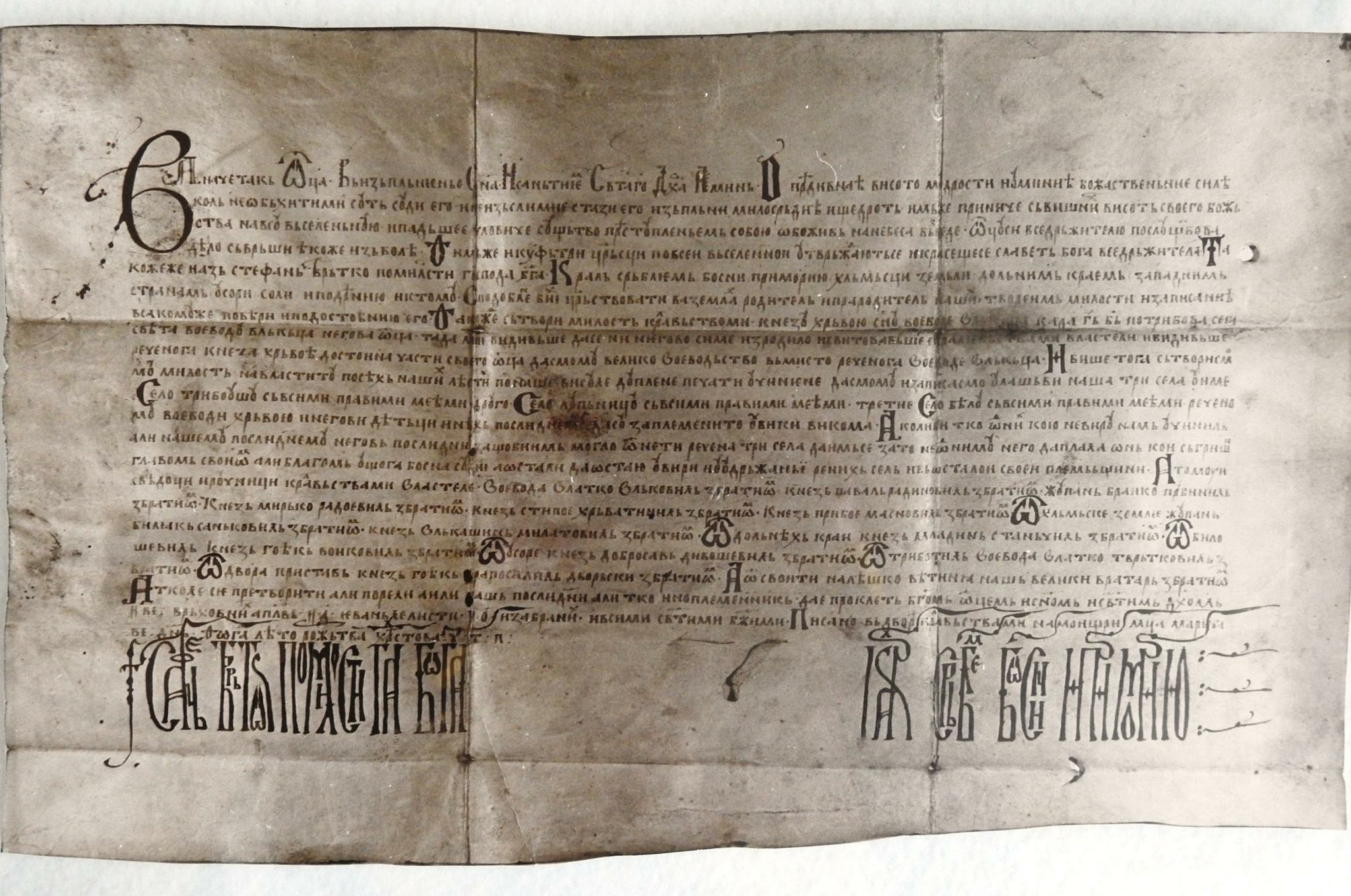
Carta del rey Tvrtko I a Hrvoje Vukčić Hrvatinić.

La carta de Tvrtko I a Hrvoje Vukčić Hrvatinić de 1380 (en bosnio: Povelja kralja Tvrtka I Kotromanića za Hrvoja Vukčića Hrvatinića iz 1380.) es un documento mediante el cual el rey Tvrtko I otorgó a Hrvoje Vukčić el título de gran duque y le concedió tierras en la župa de Lašva. Hrvoje ingresó a la arena política en la década de 1380, en un período de fuerte desarrollo político, económico y territorial del Estado bosnio.
La carta se conserva en el Museo Nacional de Sarajevo, registrada con el número de inventario 5779. En 1897, fue transferida desde el Museo Nacional de Budapest como parte de un acuerdo de intercambio. La primera publicación de la carta, traducida al latín y en su tamaño original, fue realizada por Lajos Thallóczy en 1897. Posteriormente, Gregor Čremošnik, en 1950, llevó a cabo un análisis de sus características externas y realizó correcciones a los conocimientos previos sobre el documento.

## Descripción
El estado de conservación de la carta no es el mejor. El pergamino de la carta es de fabricación italiana y de calidad media. Sus dimensiones son: ancho – en la parte superior 42,3 cm; en la parte inferior 42,5 cm, y altura – en el lado izquierdo 26,2 cm; en el lado derecho 25,1 cm. El escriba fue el logoteta Vladoje. Fue escrita en una mayúscula solemne, con un estilo ceremonial y rígido. Caligráficamente, es una de las cartas más refinadas entre las que se han conservado.
El sello no se ha conservado, pero la propia carta da testimonio (según nuestra visión, se hicieron sellos dobles) de que el rey Tvrtko I Kotromanić fue el primero en mandar fabricar un gran sello real doble de trono. Su reconstrucción fue realizada por Pavao Anđelić. Fue el sello más grande de su época en Europa. Como el más ricamente decorado, representaba una verdadera obra maestra del arte del grabado medieval, superando todos los productos de este tipo en el mundo. Tvrtko reclamaba derechos sobre el estado de los Nemanjić, por lo que en su sello real, en un lado del trono, se encuentra un escudo con el águila bicéfala, el emblema de los Nemanjić, y en el otro lado, un escudo dividido por una banda diagonal con tres lirios en cada campo, el emblema de los Kotromanić. Los escudos representaban una doble corona o guirnalda, con la que Tvrtko I fue coronado en 1377.

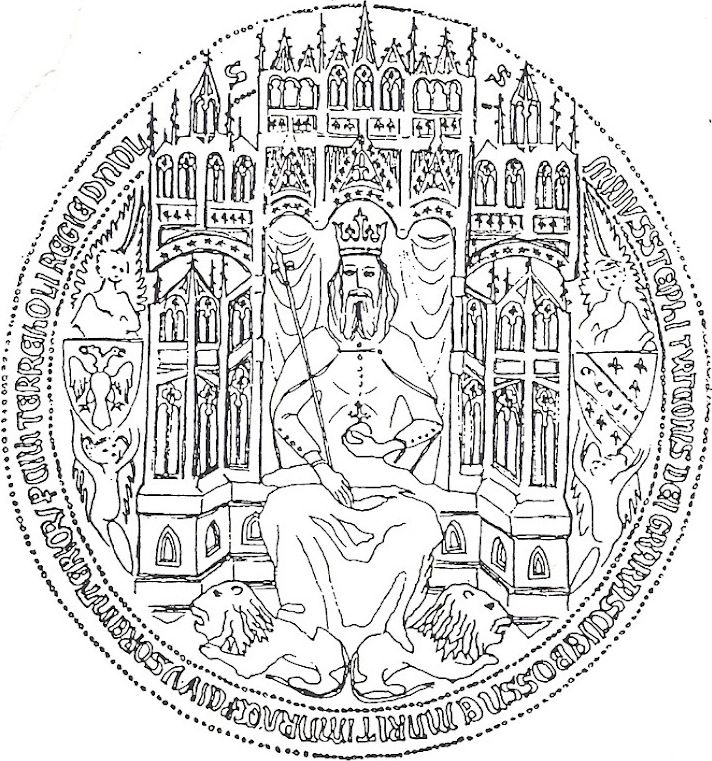
El sello del rey Tvrtko I.

La reconstrucción fue realizada por Pavao Anđelić.
Como testigos, la carta fue confirmada por los principales representantes de la Bosnia medieval en la época de Tvrtko:
- El voivoda Vlatko Vuković y su hermano.
- El knez Pavle Radinović y su hermano.
- El župan Branko Pribinić y su hermano.
- El knez Mirko Radojević y su hermano.
- El knez Stjepan Hrvatinić y su hermano.
- El knez Priboje Masnović y su hermano.
- El župan de Humska zemlja, Bjeljak y su hermano.
- El knez Vukašin Milatović y su hermano.
- El knez de Donji Kraji, Mladen Stančić y su hermano de Biloševići.
- El knez de Usora, Gojko Vojković y su hermano.
- El knez de Usora, Dobrosav Divošević.

Al final del documento se menciona la fecha de emisión, el 12 de marzo de 1380, y el lugar de emisión: Moštre.

## Texto de la carta
El texto original está escrito en eslavo eclesiástico , en una forma arcaica del cirílico bosnio. El fragmento inicial es una invocación religiosa:

En el principio, el Padre, en cumplimiento del Hijo, y con el Espíritu Santo. Amén. ¡Oh, insondable altura de la sabiduría y comprensión divinas! ¡Cuán inescrutables son sus juicios y cuán inexplorables sus caminos! Lleno de misericordia y compasión, descendió desde las alturas de su divinidad sobre toda la tierra habitada y, al ver a la humanidad caída por la transgresión, la elevó nuevamente a los cielos. Y así, el Hijo, en obediencia al Padre Todopoderoso, cumplió su obra según la voluntad del Altísimo. Por ello, las iglesias en todo el mundo son fortalecidas, y en ellas se glorifica a Dios Todopoderoso a través del bautismo. Así también yo, Esteban Tvrtko, por la misericordia del Señor Dios, rey de los serbios, de Bosnia, de Primorje, de la tierra de Hum, de la región baja, de las tierras occidentales, de Usora, de Soli y de Podrinje, he sido honrado con el reino en las tierras de mis ancestros y progenitores. Hago esto en muestra de misericordia y según la justicia y dignidad de cada uno. Por esta razón, concedo mi gracia al duque Hrvoje, hijo del voivoda Vukac, pues su linaje no se ha extinguido y ha servido a mi reino con honor. Viendo su dignidad y el mérito de su padre, le otorgamos el alto rango de gran voivoda en lugar del mencionado voivoda Vukac. Más aún, en señal de nuestra gracia, le concedemos, por nuestra real autoridad y con nuestro alto sello, tres aldeas en Lasva: Tribošić, con todas sus pertenencias y límites legítimos; Lupnica, con todas sus pertenencias y límites legítimos; y Bilo, con todas sus pertenencias y límites legítimos. A estos les otorgamos en posesión perpetua al mencionado voivoda Hrvoje, a sus hijos y a sus descendientes para siempre. Si alguno de ellos nos traiciona o traiciona a nuestro sucesor, y por ello se le deba privar de las mencionadas aldeas, que no se les quite a sus herederos, sino que sea castigado solo aquel que haya cometido la falta, ya sea con su vida o sus bienes, según lo juzgue Bosnia. Mientras tanto, los demás deben permanecer en la fe y conservar la posesión de las aldeas y su linaje. Testigos y garantes de este decreto real son: Voivoda Vlatko Vuković, con sus hermanos; Knez Pavle Radinović, con sus hermanos; Župan Branko Pribinić, con sus hermanos; Knez Mirko Radojević, con sus hermanos; Knez Stipan Hrvatinić, con sus hermanos; Knez Priboje Masnović, con sus hermanos; desde la tierra de Hum, Župan Biliak Sanković, con sus hermanos; Knez Vukašin Milatović, con sus hermanos; desde las tierras bajas, Knez Mladin Stančić, con sus hermanos; desde los Bilosević, Knez Gojko Vojković, con sus hermanos; desde Usora, Knez Dobrosav Divošević, con sus hermanos; desde Tribotić, Voivoda Vlatko Tvrtković, con sus hermanos; desde la corte, Knez Gojko Dragosalić, con sus hermanos; desde nuestros servidores personales, el Gran Portero de la Corte, con sus hermanos. Quienquiera que altere o niegue este documento, ya sea nuestro sucesor o un extranjero, sea maldito por Dios Padre, Hijo y Espíritu Santo, por los doce apóstoles, los cuatro evangelistas, los setenta discípulos y todos los santos de Dios. Escrito en la corte real, en la festividad de San Martín, el 12º día de ese mes, en el año del nacimiento de Cristo 1380.
Esteban Tvrtko, por la misericordia de Dios, Rey de los Serbios, de Bosnia y de Primorje.